# Mirosław Szymanik

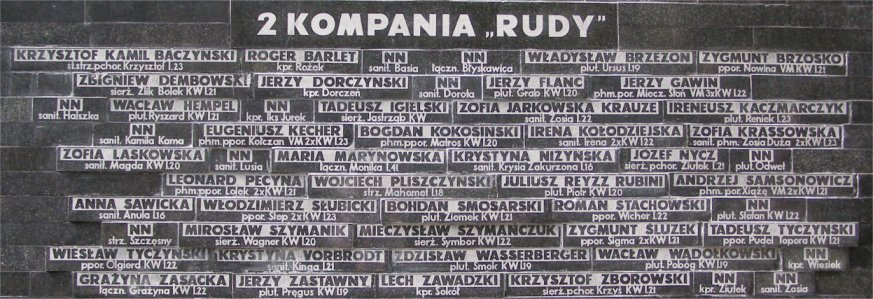
Tablica pamiątkowa na Powązkach Wojskowych. Nazwisko Szymanika w 8. rzędzie

Mirosław Szymanik ps. „Wagner” (ur. 1 stycznia 1924 w Warszawie, zm. 11 sierpnia 1944 tamże) – sierżant, w powstaniu warszawskim w szeregach II plutonu „Alek” 2. kompanii „Rudy” batalionu „Zośka” Zgrupowania „Radosław” Armii Krajowej.

## Życiorys
Podczas okupacji niemieckiej działał w polskim podziemiu zbrojnym. Uczestniczył w akcjach Organizacji Małego Sabotażu „Wawer”. Był uczniem konspiracyjnego Gimnazjum im. Tadeusza Reytana w Warszawie i harcerzem w działającej przy nim 1. Warszawskiej Drużyny Harcerskiej im. Romualda Traugutta („Czarna Jedynka”). W powstaniu warszawskim uczestniczył w walkach swojego oddziału na Woli i Starym Mieście. Zginął 11. dnia walk powstańczych w szpitalu polowym Jana Bożego przy ul. Bonifraterskiej 12 na Starym Mieście. Miał wówczas 20 lat.
Jego symboliczna mogiła znajduje się na Powązkach Wojskowych obok kwater żołnierzy i sanitariuszek batalionu „Zośka”.
Został odznaczony Krzyżem Walecznych.